# Gawber
Gawber is een plaats in het bestuurlijke gebied Barnsley, in het Engelse graafschap South Yorkshire. 